# Лични финанси
Личните финанси са индивидуални парични средства – това са парите, с които отделен индивид (или домакинство) разполага за свое лично ползване.
Лични финанси също така представлява прилагането на принципите от финансите към монетарните решения на даден индивид или на цяло семейство. Това се отнася до начините, по които индивидите или семействата придобиват, бюджетират, спестяват или харчат парични ресурси през времето, като се взимат предвид различни финансови рискове и бъдещи събития. Елементи на личните финанси може да включват чекови сметки и спестовни влогове, кредитни карти и консуматорски заеми, инвестиции на фондовия пазар, пенсионни планове, социално осигуряване, застраховки и управление на данъка върху дохода.
Основни моменти в управлението на личните финанси са:
- Източници на приходи. Такива са например заплата, възнаграждение за свършена работа, страничен доход, доход от свободна практика или бизнес, и други. Спорна тема е кои са най-добрите източници на приходи, тъй като тяхната полезност се оценява по два различни критерия: сигурност и потенциална доходност. Например работата на заплата дава по-голяма сигурност спрямо развиването на собствен бизнес, но доходността ѝ е ограничена (често е фиксирана). Развитието на собствен бизнес има потенциално висока (и неограничена) доходност, но е рисковано и не дава сигурност;
- Спестяване. Също дискутиран момент, главно заради въпросите „Струва ли си да се спестява“ и „Какъв процент от месечния доход е разумно да се спестява“. Някои групи отричат изцяло спестяването с аргумента, че инфлацията обезценява спестените пари и ако те не са инвестирани, губят стойността си. Въпреки това е възможно инфлацията да се компенсира и парите да не се обезценят, ако се вложат в депозит с подходяща лихва (по-голяма или поне равна на процента на инфлация);
- Бюджетиране. Бюджетирането е задължителен елемент в управлението на личните финанси. Бюджетът помага за прегледното предварителното планиране на месечните разходи и правилното разпределяне на приходите;
- Правило „без заеми“. Избягването на заеми е ключово за доброто състояние на личните финанси. По правило е по-добре да се спестява и необходимите покупки да се правят със спестени пари, а не с пари назаем. В редки изключения обаче взимането на заем е оправдано (например – за покупка на жилище или с инвестиционна цел);
- Инвестиране. Инвестирането може да донесе по-висок доход от спестяването, но носи и по-висок риск, особено що се отнася до краткосрочно инвестиране. При дългосрочно инвестиране (за по-голям времеви период) тенденцията за възвръщаемост на парите е възходяща, дори при наличие на временни спадове.

Освен описаните по-горе принципи световните стандарти изискват спазване на определена последователност при подхода към личното финансово планиране:
- Формиране на финансови цели
- Определяне на рисков профил
- Събиране на необходимата информация
- Разработване на финансов план
- Изпълнение на плана
- Наблюдение на плана

Професионалният поглед към личното финансово планиране се простира над идеята за отчет и бюджет на домакинството. И е далеч по-различно от инвестирането на свободни средства, което е само част от процеса, но далеч не е единственият аспект, който трябва да се вземе под внимание. Има няколко опорни точки при управлението на личните финанси:
- Определяне на цели и съставяне на финансов план за действие
- Оценка на финансовото състояние
- Да защитим това което имаме – застрахователни продукти
- Как да си осигурим достоен живот при оттегляне от активна дейност
- Определяне на добър и лош дълг – как да изберем подходящ кредит
- Връзката между инвестирането и печелившото управление на финанси

Професията Личен финансов консултант набира все по-широка популярност. В България Институтът за дипломирани финансови консултанти е стандартоопределящ и дисциплиниращ орган в областта на индивидуалните и семейни финансови услуги. Обучението се състои от шест модула, а завършилите успешно и покрили критериите на финалния тест, получават званието Дипломиран финансов консултант.
През 2014 година е създадена Българска асоциация на личните финансови консултанти (БАЛФК), чиято цел е да се създаде общност от независими лични финансови консултанти, които да защитават интересите на техните клиенти, а не на компанията, за която работят или са посредници.